# Projecte Swap
Projecte Swap (títol original: Swap) és una pel·lícula estatunidenca d'acció, ciència-ficció i thriller de 2016, dirigida per Timothy Woodward Jr., escrita per Sean Ryan i musicalitzada per Sid De La Cruz. La fotografia va anar a càrrec de Pablo Diez i els protagonistes són Johnny Messner, Tom Sizemore i Mickey Rourke, entre d'altres. El film va ser realitzat per Status Media & Entertainment i Puppy Entertainment. Es va estrenar l'1 de març de 2016. S'ha doblat i subtitulat al català.
A la trama, un policia d'homicidis ha d'impedir que un pare afligit alliberi un virus robòtic, amb l'objectiu d'eliminar els terroristes que van matar al seu fill.